# Reanimation
Reanimation es un álbum mezcla del primer álbum de Linkin Park, Hybrid Theory. Grabado durante la gira del 2001, contiene canciones modificadas de su primer álbum con algunos efectos de llamada que son continuaciones a los siguientes temas. El título de las canciones proviene de un juego de palabras basado en los títulos originales de cada canción. Por ejemplo, en «Points of Authority» – «Pts.Of.Athrty»; «Crawling» – «Krwlng»; etc., (el primer título es el título de la canción original y el segundo título es el de la mezcla de Reanimation).
Reanimation tuvo su lanzamiento en DVD-Audio con sonido 5.1 y contiene los videos musicales de «Pts.Of.Athrty», «Frgt/10» y «Kyur4 Th Ich». Se le considera también como el segundo álbum remix más vendido de todos los tiempos.

## Lanzamiento y promoción
El canal de música MTV Two ha hecho videos para todas las canciones de Reanimation y solo fue puesto al aire pocas veces. Los videos de «Frgt/10» y «Kyur4 Th Ich» solo fueron oficialmente lanzado en el DVD-Audio, junto al video oficial de «Pts.Of.Athrty». De esta canción existen dos videos.

## Demos
Existen 3 demos de Reanimation conocidos: uno de «1Stp Klosr», hecho solamente por los Humble Brothers, sin Jonathan Davis —es un huevo de Pascua que integra el DVD de LP Frat Party at the Pankake Festival—; un pequeño demo de «Enth E Nd» con DJ Vice; y un demo de «Pts.Of.Athrty».

## Lista de canciones
| N.º   | Título              | Escritor(es)                                | Duración |  |
| 1.    | «Opening»           | Mike Shinoda                                | 1:07     |  |
| 2.    | «Pts.Of.Athrty»     | Jay Gordon                                  | 3:45     |  |
| 3.    | «Enth E Nd»         | KutMasta Kurt con Motion Man                | 4:00     |  |
| 4.    | «[Chali]»           |                                             | 0:23     |  |
| 5.    | «Frgt/10»           | The Alchemist con Chali 2na                 | 3:32     |  |
| 6.    | «P5hng Me A*wy»     | Mike Shinoda con Stephen Richards           | 4:38     |  |
| 7.    | «Plc.4 Mie Hæd»     | AmpLive con Zion                            | 4:20     |  |
| 8.    | «X-Ecutioner Style» | Sean C. & Roc Raida con Black Thought       | 1:49     |  |
| 9.    | «H! Vltg3»          | Evidence con Pharoahe Monch y DJ Babu       | 3:30     |  |
| 10.   | «[Riff Raff]»       |                                             | 0:21     |  |
| 11.   | «Wth>You»           | Chairman Hahn con Aceyalone                 | 4:12     |  |
| 12.   | «Ntr\Mssion»        | Mike Shinoda                                | 0:29     |  |
| 13.   | «Ppr:Kut»           | Cheapshot & Jubacca con Rasco & Planet Asia | 3:26     |  |
| 14.   | «Rnw@y»             | Backyard Bangers con Phoenix Orion          | 3:13     |  |
| 15.   | «My <Dsmbr»         | Mickey P. con Kelli Ali                     | 4:17     |  |
| 16.   | «[Stef]»            |                                             | 0:10     |  |
| 17.   | «By_Myslf»          | Josh Abraham & Mike Shinoda                 | 3:42     |  |
| 18.   | «Kyur4 Th Ich»      | Chairman Hahn                               | 2:32     |  |
| 19.   | «1stp Klosr»        | The Humble Brothers con Jonathan Davis      | 5:46     |  |
| 20.   | «Krwlng»            | Mike Shinoda con Aaron Lewis                | 5:40     |  |
| 60:52 |                     |                                             |          |  |

| Bonus Tracks de la edición japonesa |                                                       |              |          |  |
| N.º                                 | Título                                                | Escritor(es) | Duración |  |
| 21.                                 | «Buy Myself» (remix de "By Myself" de Marilyn Manson) | Linkin Park  | 4:26     |  |

| Bonus tracks de iTunes |                                                            |              |          |  |
| N.º                    | Título                                                     | Escritor(es) | Duración |  |
| 21.                    | «One Step Closer» (En Vivo en el LP Underground Tour 2003) | Linkin Park  | 3:42     |  |
| 22.                    | «Buy Myself» (Marilyn Manson Remix de By Myself)           | Linkin Park  | 4:26     |  |
| 23.                    | «My December» (En Vivo en el Projekt Revolution Tour 2002) | Mike Shinoda | 4:27     |  |

## Músicos

### Linkin Park
- Chester Bennington: voz, expecto in "Opening", "[Chali]", "H! Vltg3", "[Riff Raff]", "Ntr\Mssion", "[Stef]" y "Kyur4 Th Ich".
- Rob Bourdon: batería, coros.
- Brad Delson: guitarra líder, bajo, coros.
- Joe Hahn: disk jockey, sampling, coros; scratching in "Frgt/10".
- Mike Shinoda: rapping, voz, guitarra rítmica in "P5hng Me A*wy" y "Wth>You"; piano in "Opening", "Frgt/10", "H! Vltg3", "Wth>You" y "Ntr\Mssion", sintetizador y sampler; riarragimiento in "P5hng Me A*wy" y "Krwlng".
- Dave Farrell: bajo in "By_Myslf"; violín y violencello in "Opening" y "Krwlng"; coros.

### Músicos adicionales
- Jay Gordon - riarragimiento in "Pts.of.Athrty"
- Motion Man - rapping in "Enth E Nd"
- KutMasta Kurt - riarragimiento in "Enth E Nd"
- Alchemist - riarragimiento in "Frgt/10"
- Chali 2na - voz in "[Chali]", rapping in "Frgt/10"
- Stephen Richards - voz in "P5hng Me A*wy"
- Amp Live - riarragimiento in "Plc.4 Mie HÆd"
- Zion I - rapping in "Plc.4 Mie HÆd"
- Sean Cane & Roc Raida - reinterpetazion de elementoz de "One Step Closer", "Cure for the Itch" y "Forgotten" in "X-Ecutioner Style"
- Black Thought - rapping in "X-Ecutioner Style"
- Evidence - riarragimiento in "H! Vltg3"
- Pharoahe Monch - rapping in "H! Vltg3"
- Dj Babu - disk jockey in "H! Vltg3"
- Aceyalone - voz in "[Riff Raff]", rapping in "Wth>You"
- Cheapshot & Jubacca - riarragimiento in "Ppr:Kut"
- Rasco & Planet Asia - rapping in "Ppr:Kut"
- Backyard Bangers - riarragimiento in "Rnw@y"
- Phoenix Orion - rapping in "Rnw@y"
- Mickey Petralia - piano y riarragimiento in "My<Dsmbr"; productor discográfico aggiuntivo in "Rnw@y"
- Greg Kurstin - piano in "My<Dsmbr"
- Kelli Ali - voz in "My<Dsmbr"
- Josh Abraham - riarragimiento in "By_Myslf"
- Stephen Carpenter - guitarra in "By_Myslf"
- Jonathan Davis - segunda voz in "1stp Klosr"
- The Humble Brothers - riarragimiento in "1stp Klosr"
- Aaron Lewis - voz in "Krwlng"